# 丽贝卡·史密斯
丽贝卡·史密斯（英語：Rebecca Smith，2000年3月14日—）生于艾伯塔省红鹿市，是一名加拿大女子游泳运动员，主攻自由泳。她的姐姐Madalyn同样是一名游泳选手。丽贝卡于2018年进入多伦多大学修读生命科学专业，同时加入该校的游泳队。